# Базиано
Базиа̀но (на италиански: Basiano, на западноломбардски: Basiàn, Базиан) е малко градче и община в Северна Италия, провинция Милано, регион Ломбардия. Разположено е на 161 m надморска височина. Населението на общината е 3695 души (към 2012 г.).